# Jean Van den Bulcke
Jean Van den Bulcke (Gent, 25 december 1807 - 27 juli 1899) was een Vlaamse fabrikant van textiel met een fabriek in de Belgische stad Gent.

## Levensloop
Jean Van den Bulcke werd op 25 december 1807 geboren te Gent in het gezin van fabrikant Joannes Baptiste Van den Bulcke (1783-1860) en Constance Françoise Brandt. Zijn ouders waren hetzelfde jaar gehuwd op 5 februari te Oudenaarde. Zijn vader was geboren in het Oost-Vlaamse Ooike en waarschijnlijk al fabrikant van lijnwaden. Jean was de oudste van de kinderen naast een zus en zijn broers Ferdinand (1817-1878), Jules en Louis. 
Jean Van den Bulcke huwde Isabella Charlotte Vyt (1817-1880). Ze waren de ouders van drie dochters: Marie Jeanne de echtgenote van Jacques Petersen, Eulalie die lid was van de Congregatie van O.L.Vrouw en de Congregatie van de Derden Regel  en Emma alias zuster-overste Julie van de Zusters van Onze-Lieve-Vrouw van Namen te Sint-Jans-Molenbeek. Jean's broer Ferdinand huwde Marie Fiévé, de zus van Gents politics en ondernemer Désiré Fiévé.
Op latere leeftijd werd een portret van Jean Van den Bulcke, waarbij hij al op een wandelstok steunde, geschilderd door Liéven De Winne. Dit kunstwerk is in het bezit van het Museum voor Schone Kunsten van Gent.
Op 27 juli 1899 overleed hij op 91-jarige leeftijd, waarna hij werd bijgezet in het familiegraf op Campo Santo te Sint-Amandsberg. In 1909 vond ook dochter Eulalie er haar laatste rustplaats. Het hoofd van de grafzerk is versierd met een halfronde rotspartij met daarop een scheepsanker steunende tegen een kruis dat een grof houten exemplaar voorstelt met meerdere nog uitstekende knoesten.
Iets verder op Campo Santo is het familiegraf van zijn broer Louis Marie August (+1920) samen met echtgenote Georgina Joanna Maria Cardon (+1932) en zoon Georges Jules Louis Stephaan (+1918), die op het einde van de Eerste Wereldoorlog als Belgisch soldaat stierf in het Franse Dieppe. 

## Spinnerij en weverij Van den Bulcke J.
In 1838 ging de textielfabriek Ets Van den Bulcke J. en Cie van start in de Désiré Fiévéstraat. Dit was een straat waar ook de firma De Baerdemaecker lag met kantoor in het nr 34 en de vlasmagazijnen aan de noordelijke overkant. De onderneming was ook bekend als Filature et Tissage Van den Bulcke J. et Cie. - Spinnerij en weverij Van den Bulcke J. en Cie..
Maandag 6 november 1893 rond 10:30 komt een ijzeren balk los op de 2de verdieping van de fabriek, deze sleurt de gewelven van de spinnerijzaal mee en stort neer tussen 15 werkende meisjes. Een 14-jarig meisje wordt hierdoor gedood. De andere meisjes raakten zwaar gewond, maar verkeerden niet in levensgevaar. Een gerechtelijk onderzoek volgde.
De namiddag van 1 mei 1899 vertrokken veel arbeiders van textielfabrieken zonder toelating voor de 1-meiviering. Als reactie besloten de eigenaars om de poorten van de fabrieken de dag nadien gesloten te houden. Zo ook bij de firma Van den Bulcke. Sommige fabrieken sloten meerdere dagen.
Op 1 juli 1899 werd een nieuwe Filature et Tissage Van den Bulcke SA opgericht zoals gepubliceerd in het Belgisch Staatsblad van 17-18 juli 1899. Dat is de datum van overlijden van Jean Van den Bulcke.
Op 14 mei 1914 publiceerde de krant Het Iseghemse Volk een artikel over de winsten van de vlasspinnerijen over 1913. Met een winst van 140.146 BEF maakte Spinnerij Van den Bulcke & Co een winst die wel het dubbel was van die van de socialistische De vereenigde spinnerij en weverij, maar beduidend minder dan die van De Leie (1.944.000 BEF), De Gantoise (1.469.704 BEF), De Lieve (974.096 BEF) en andere die meervouden behaalden.
 Spinnerij en weverij Van den Bulcke zou nog tot in 1920 actief blijven met onder meer de productie van vlasgaren. In dat jaar werd de onderneming hernoemd naar Filature et Tissage La Livonie SA met gekende adressen Désiré Fiévéstraat 30 en 54. De wijziging kwam kort na de negatieve impact van de Duitse bezetter tijdens de Eerste Wereldoorlog op de Gentse textielindustrie, maar ook rond de tijd van overlijden van Louis Van den Bulcke.

## Vlasspinnerij Van den Bulcke Louis

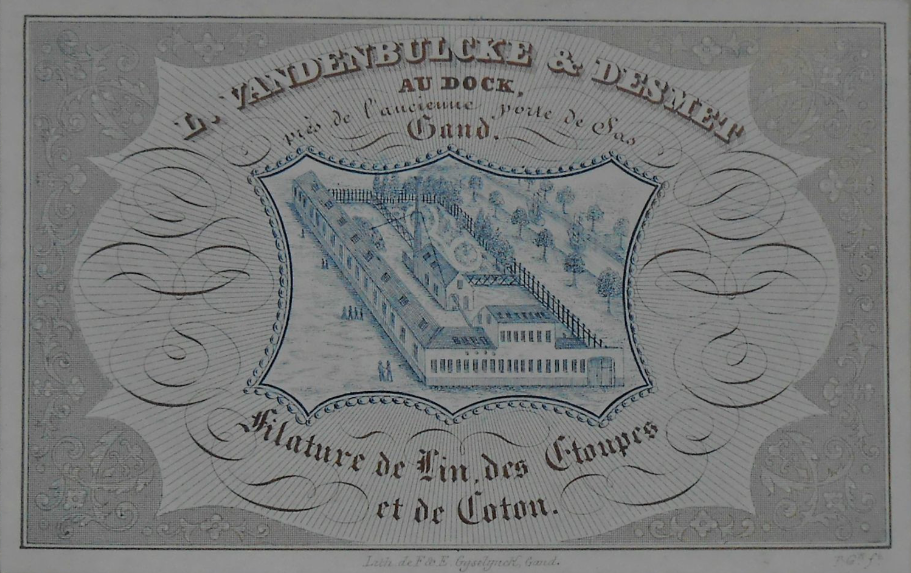

Tussen 1855 en 1876 vermelden bronnen Gentse Vlasspinnerijen L. en Louis Van den Bulcke al dan niet in combinatie met de families Desmet en Fiévé. De recentste melding per 19 augustus 1876 betrof de door de gouverneur gemachtigde ingebruikneming van stoomketels en stoommachines..

## Afbeeldingen

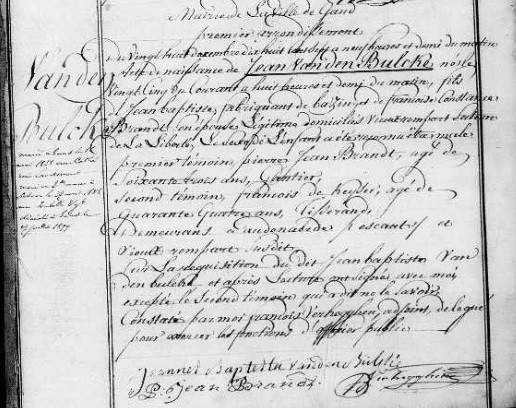
Akte van geboorte
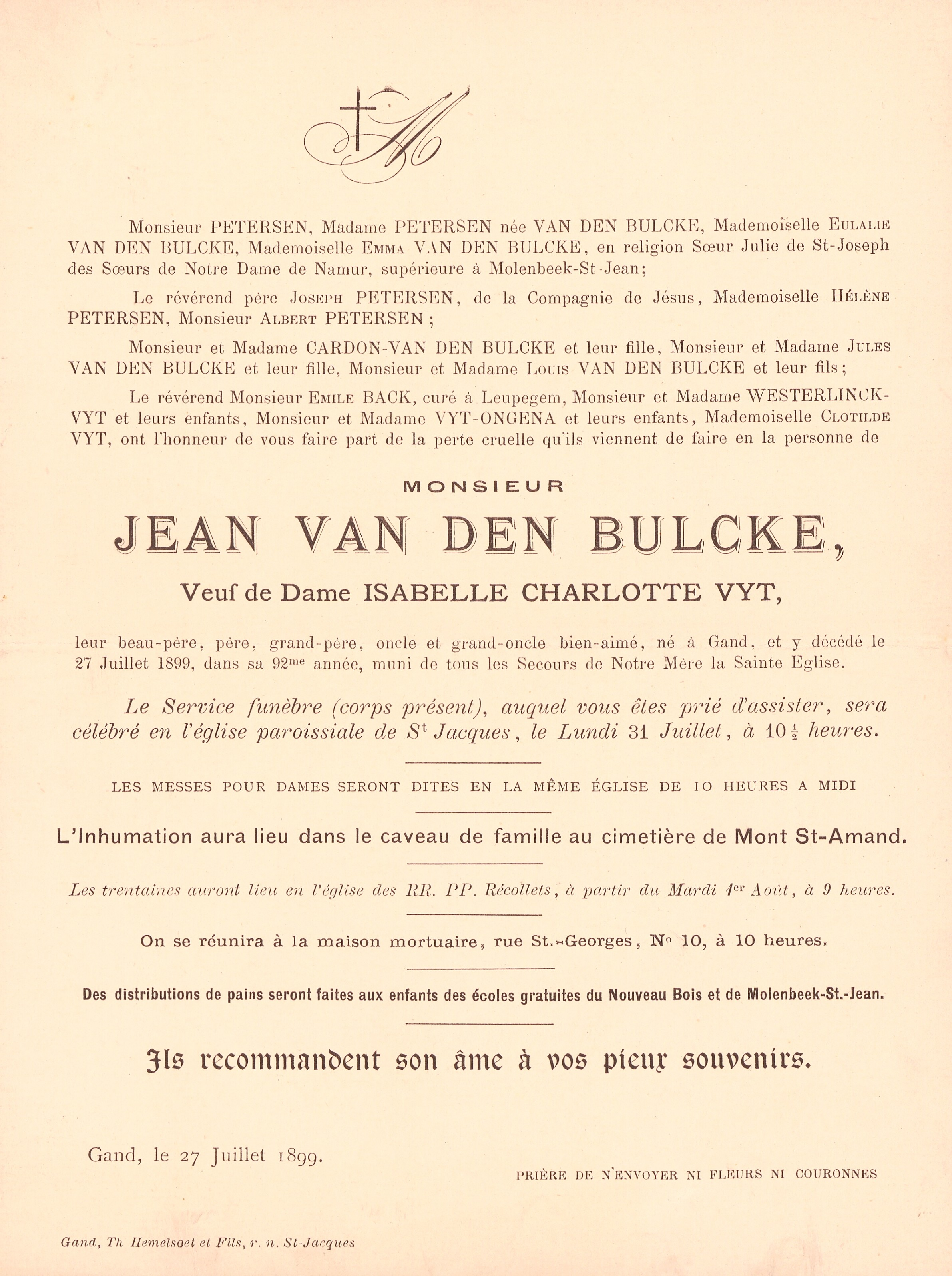
Doodsbrief
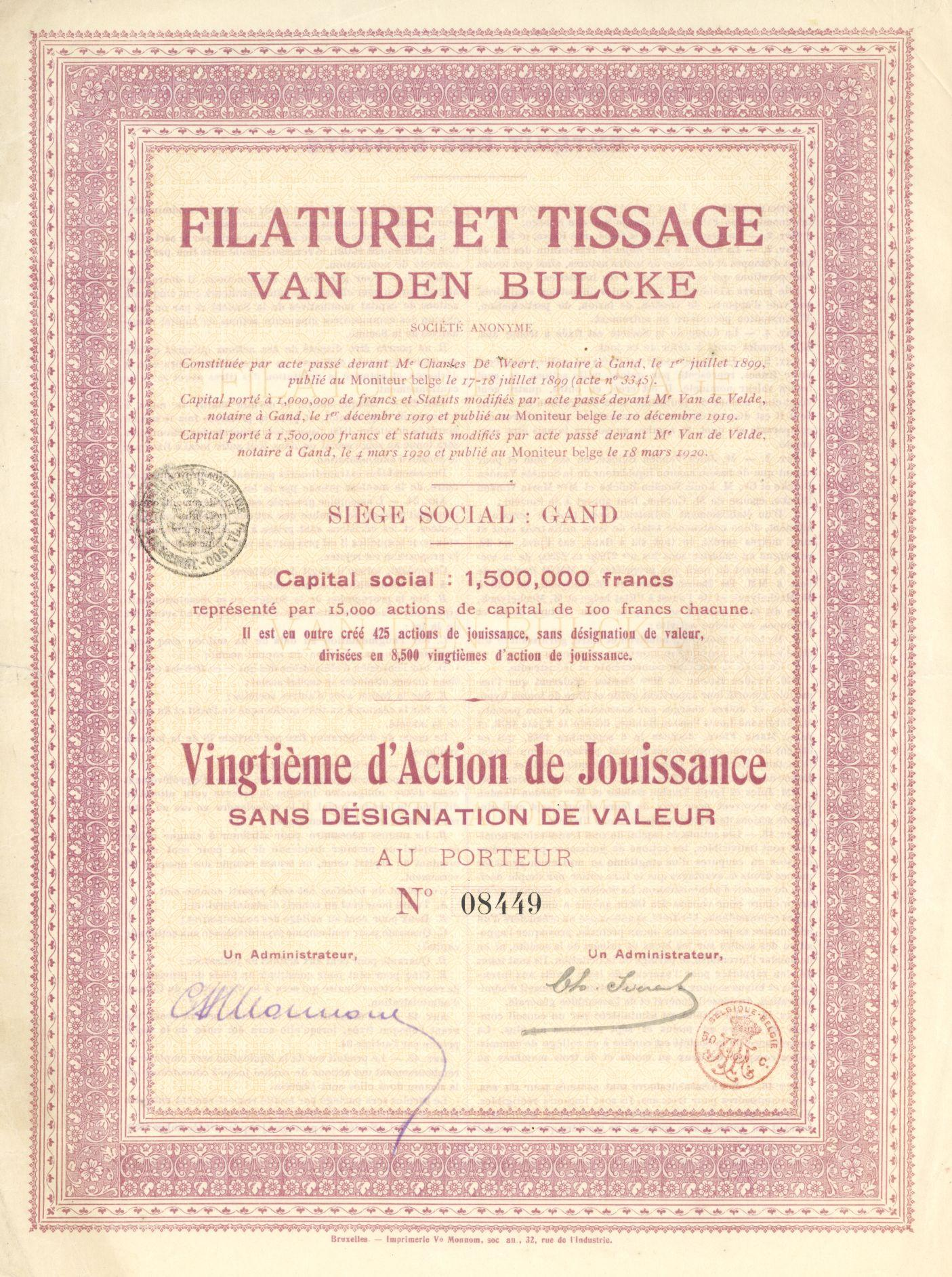
Van den Bulcke - Aandeel 100 BEF
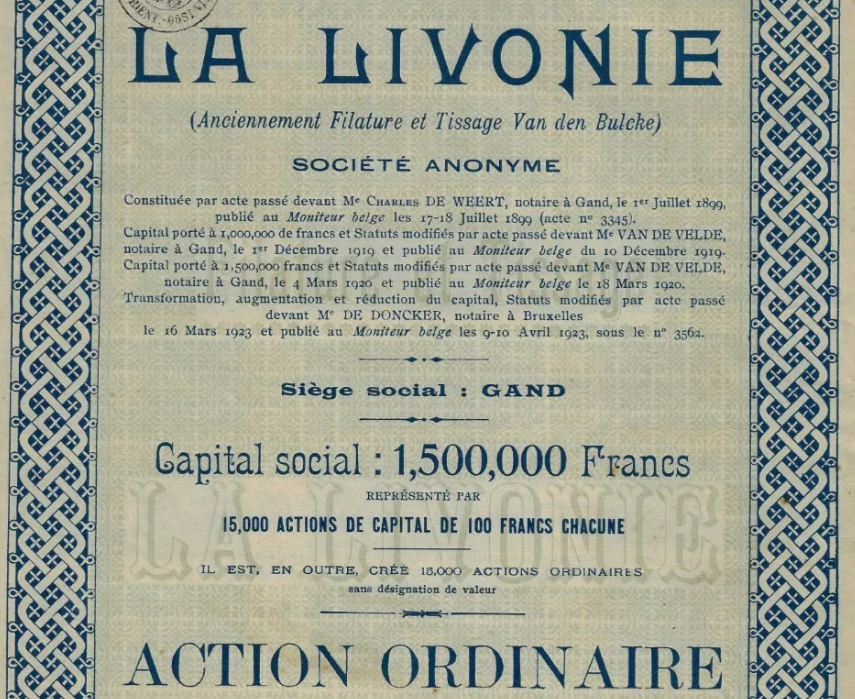
La Livonie - Aandeel 100 BEF
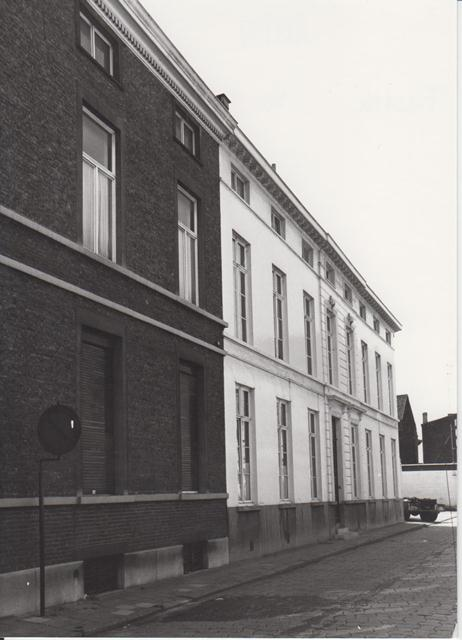
Désiré Fiévéstraat 30
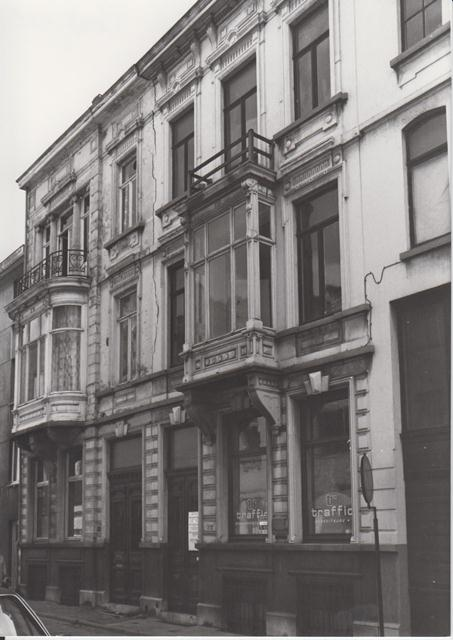
Désiré Fiévéstraat 52-54